# Mariana Rondón
Mariana Rondón (sinh năm 1966 tại Barquisimeto, bang Lara) là một nữ đạo diễn, nhà biên kịch, nhà sản xuất và nghệ sĩ thị giác người Venezuela. Cô từng theo học tại trường Escuela Internacional de Cine y Televisión (Trường Quốc tế San Antonio de los Baños) có trụ sở đặt tại Cuba, và sau đó cô tham gia sản xuất phim hoạt hình tại Pháp. Năm 1990, cô cùng với các nhà sản xuất phim ở châu Mỹ Latinh thành lập một công ty đa quốc gia mang tên Andean Sud Sud Films,.

## Phim
Trong số các tác phẩm của Mariana Rondón, bộ phim ngắn mang tên Calle 22 (Street 22) đã đạt giải tại Liên hoan Biarritz vào năm 1994 và bộ phim A la media noche y media (At Midnight and a Half) cũng giành giải này vào năm 1999.
Năm 2007 cô làm đạo diễn và sản xuất phim Postales de Leningrado (Postcards From Leningrad, Bưu thiếp từ Leningrad), một bộ phim tự truyện với nội dung kể về cha mẹ cô, từng là thành viên của phong trào du kích Venezuela mang tên Fuerzas Armadas de Liberación Nacional (FALN) đã giành được trao giải thưởng Abra Abrazo tại Liên hoan văn hóa và điện ảnh Mỹ Latinh ở Biarritz, Pháp.
Năm 2013, Mariana Rondón tham gia sản xuất và phát hành một bộ phim mới mang tên Pelo Malo (Tóc xấu). Bộ phim này tiếp tục giành giải thưởng Vỏ Sò Vàng (Golden Shell) tại liên hoan phim San Sebastian lần thứ 61.

## Liên kết mở rộng
- Filmmaker's website